# Chinlone
Chinlone es el deporte tradicional de Birmania. El chinlone es una combinación entre deporte y baile, un equipo sin contrincante. Aunque el chinlone no es un deporte competitivo, se dice que es el deporte de balón con más competitividad. El fin no es perder o ganar, sino ver quién ejecuta las destrezas más bonitas con la pelota. 

## General
Un único equipo de seis jugadores pasan la pelota entre ellos con los pies y rodillas mientras van andando en círculos. Uno de los seis jugadores se mete dentro del círculo y empieza a hacer movimientos que se encadenan con otros, haciendo una especie de baile mientras hace virguerías con la pelota. Los demás jugadores le ayudan si se le escapa la pelota, pero solo con un golpe. Si la pelota cae al suelo, el juego empieza de nuevo.
Chinlone significa "pelota de caña" en birmano. La pelota se mueve en círculos, y hace ruidos distintos dependiendo de la parte del cuerpo con la que tu compañero la golpee. Los jugadores usan seis puntos de contacto para golpear la pelota: la punta del pie, la parte interna y externa del pie, la suela, el talón y la rodilla. Se juega descalzo o con unos zapatos de chinlone muy finos, que permiten sentir el suelo y la pelota de la forma más directa posible. El círculo de juego tiene un diámetro de 6,7 m. La mejor superficie para jugar al chinlone es seca, sucia y dura, pero se puede jugar en cualquier superficie plana.
El chinlone tiene más de 1500 años de antigüedad, y lo jugaron por primera vez la realeza de Birmania. Durante los siglos, los jugadores han desarrollado más de 200 formas distintas de golpear la pelota. La mayoría de los movimientos son parecidos al baile tradicional de Birmania y las artes marciales. Algunos movimientos muy complejos se hacen golpeando el balón por la parte de la espalda, sin ver la pelota. En el chinlone, es muy importante cómo coloquemos las manos, el torso, los brazos y la cabeza durante los movimientos. El movimiento se considera correcto sólo si la posición de los elementos antes mencionados es correcta.
Birmania es un país donde predomina el budismo, y el chinlone es un punto indispensable en los festivales que tienen lugar a lo largo del año. El mayor de los festivales dura más de un mes, y participan más de mil equipos. Un comentarista dice el nombre de los movimientos que van haciendo los jugadores y anima al público. La música de una orquesta inspira al equipo y marca el ritmo del juego. Los jugadores hacen los movimientos al son de la música, y los músicos dan énfasis cuando alguien golpea la pelota.
Juegan tanto hombres como mujeres, normalmente en el mismo equipo. Los adultos y los niños también pueden jugar juntos, y no es raro ver gente de más de 80 años jugando. Aparte del estilo del juego del chinlone, llamado wein kat, también hay un estilo para jugadores que bailan individualmente, tapandaing. El tapandaing sólo lo practican las mujeres. 
Para hacer un buen espectáculo, todo el equipo debe estar completamente concentrado. No pueden pensar en otras cosas, o la pelota cae y acaba el juego. Los jugadores profesionales experimentan un grado de concentración mental similar a la meditación Zen, al que llaman jhana. Aunque hay muchos sitios donde se practican deportes de este tipo, en ningún lugar del mundo hay tanto nivel y tanta maña con el balón acompañado del baile como hay en Birmania con el chinlone.